# Area metropolitana di Lucerna
L'area metropolitana di Lucerna (in tedesco Agglomeration Luzern) è un'area metropolitana della Svizzera centrale incentrata sulla città di Lucerna; comprende 19 città e comuni per un totale di circa 223 000 abitanti.

## Comuni
I comuni che fanno parte dell'area metropolitana di Lucerna sono:
- Adligenswil
- Buchrain
- Dierikon
- Ebikon
- Emmen
- Eschenbach
- Hergiswil
- Hildisrieden
- Horw
- Inwil
- Kriens
- Lucerna
- Malters
- Meggen
- Neuenkirch
- Rain
- Rothenburg
- Schwarzenberg
- Udligenswil